# ブルサルツィ
座標: 北緯43度40分 東経23度4分 / 北緯43.667度 東経23.067度

ブルサルツィ
Брусарциブルサルツィ ブルガリア内のブルサルツィの位置

ブルサルツィ （ブルガリア語: Бруса̀рци、Brusartsi）はブルガリア北西部の町、およびそれを中心とした基礎自治体。モンタナ州に属する。
ロムから23キロメートルにある。鉄道駅があり、メズドラ＝ヴィディン線、メズドラ＝ロム線が通っている。また、道路によってヴィディン、ロム、ベログラトチクと結ばれている。
町には、16世紀にブルガリア人が居住していた。1874年には50世帯、1890年には74世帯が居住していた。
2003年、それまでの民主勢力同盟の市長ゲオルギ・ゲオルギエフ（Георги Георгиев / Georgi Georgiev） に代わってヨーロッパ発展のためのブルガリア市民のユリヤ・カメノヴァ（Юлия Каменова / Yuliya Kamenova）が市長となった。

## 町村
ブルサルツィ基礎自治体（Община Брусарци）には、その中心であるブルサルツィをはじめ、以下の町村（集落）が存在している。
- Брусарци
- Буковец
- Василовци
- Дондуково
- Дъбова Махала

- Киселево
- Княжева Махала
- Крива бара
- Одоровци
- Смирненски